# Опікова хвороба
Опікова хвороба — захворювання, яке спричинює складний комплекс клінічних, анатомо-морфологічних, біохімічних, імунних, обмінних та інших розладів, змін та порушень, що виникають в організмі людини з опіком.
Найчастішою причиною опікової хвороби є термічні опіки.
Захворювання загалом має несприятливий перебіг, тому прогностична оцінка для адекватних реанімаційно-лікувальних заходів набуває особливого значення при такій патології. Існує кілька систем прогнозу («правило сотні», індекс Франка та інш.), та в практичній комбустіології це питання залишається остаточно нерозв'язаним.
Також опікова хвороба може посилюватися різними ускладненнями, які поділяють на місцеві та загальні, первинні та вторинні, ранні та пізні. В результаті цих ускладнень можуть розвиватися лімфаденіт, гнійний целюліт, абсцеси, гангрена кінцівок.
Є комплексною відповіддю організму на опікову травму. Цей стан виникає при поверхневих опіках, якщо ними зайнято більше 30 % тіла у дорослих; при глибоких опіках (3-4-й ступенів) — більше 10 % тіла у дорослих і 5 % у дітей; у ослаблених осіб із супутніми захворюваннями може розвиватися при глибоких опіках 3 % поверхні тіла.[джерело?]

## Системні ефекти опікової травми
Опікова травма — це не тільки місцеве пошкодження тканин в ділянці дії агента, що вражає, але і комплексна реакція організму на отримане пошкодження.
Наслідки опікової травми можна розділити на три великі групи:
- Опікова хвороба
- Синдром ендогенної інтоксикації
- Опікова інфекція з опіковим сепсисом

## Прояви
Перебіг хвороби залежить від виду та площі опіку, його глибини, наявності супутньої патології, віку постраждалого та швидкості і ефективності проведення невідкладних та лікувальних заходів.
О.хвороба має характерну етапність перебігу: опіковий шок, токсемія, септикотоксемія, опікове виснаження, реконвалесценція.
У кожному періоді можуть наступати незворотні зміни в організмі, які ведуть до біологічної смерті.
Опіковий шок триває до 72 годин з моменту дії ушкоджуючого чинника.
Стадія Токсемії триває 3-14 діб. Характерними є хірургічний ендотоксикоз та розвиток ранньої фази порушень у життєвоважливих системах організму. В крові починають циркулювати продукти розпаду власних тканин з ділянок опіку — відбувається аутоінтоксикація, порушується тканинний кровообіг та виникає циркуляторно-токсична гіпоксія тканин.
Клінічними ознаками розвитку даної стадії є поява гарячки та нормалізація діурезу, ціаноз та поблідніння шкірних покривів. Пацієнта турбує головний біль, нудота, блювання, різка слабість, втрата апетиту, безсоння. Об'єктивно можна виявити токсичний набряк мозку, міокардит, парез кишечника, інколи кровотечі та перфорації гострих виразок ШКТ.
Стадія Септикотоксемії триває до 7 днів. Розвиваються гнійно-септичні ускладнення місцевого та загального характеру.
Паталогічні зміни в життєвоважливих органах сягають максимального прояву — печінково-ниркова недостатність, гіповолемія, ацидоз, анемія, гіпопротеїнемія. Деякі джерела стверджують, що при вчасно здійснених невідкладних та лікувальних заходах під час розвитку опікової хвороби, можна уникнути появи септикотоксемії.
Опікове виснаження характеризується розвитком кахексії, анемією, ускладненнями — пневмонією, гломерулонефритом.
Стадія Реконвалесценції триває до 2 місяців і є сприятливим результатом завершення о.хвороби.
Приблизно половина усіх обпечених із глибокими опіками потребує реконструктивно-відновних операцій в обов'язковому порядку.
Залишкові патологічні зміни у внутрішніх органах виявляють у 6 % постраждалих.
У віддаленому періоді можливе утворення карциноми опікового рубця (Majorlin tumor).

## Стадії розвитку опікової хвороби
Виділяють чотири основні етапи розвитку:
1. Опіковий шок. Триває 12-48 годин, при тяжкому ступені — до 72 годин. Опіковий шок за механізмом виникнення — гіповолемічний, це насамперед порушення мікрогемодинаміки в результаті патологічного перерозподілу кровообігу.
2. Гостра опікова токсемія. Триває до появи інфекції в ранах від 3 до 12 днів, частіше — 8-9 днів. Виникає внаслідок надходження у кров продуктів розпаду тканин, що зазнали опіку.
3. Опікова септикотоксемія. Етап від моменту появи нагноєння в ранах до моменту їх загоєння чи хірургічної обробки. Триває від кількох тижнів до кількох місяців. Є реакцією організму на життєдіяльність мікрофлора, що розвивається в рані.
4. Відновлення. Починається після загоєння та закриття опікових ран. Рана очищається (самостійно чи хірургічно), дно рани покривається грануляціями чи епітелізується, залежно від глибини ураження.